# Лінься-Хуейська автономна префектура
Лінься-Хуейська автономна префектура (спрощ.: 临夏回族自治州; піньїнь: Línxià Huízú Zìzhìzhōu; букв. перед [річкою] Дася) — адміністративна одиниця другого рівня у складі провінції Ганьсу, КНР.

## Адміністративний поділ
Префектура поділяється на 1 місто і 7 повітів (2 з яких є автономними):
| Карта | Карта                         | Карта                          | Карта            | Карта |
| --- | ----------------------------- | ------------------------------ | ---------------- | ----- |
| ① Гуанхе ② Канле Хечжен Юнцзін Дунсян Цзішишань-Баоань- · Дунсян-Салар ③ ① місто Лінься ② повіт Лінься ③ Заповідник Тайцзишань |                               |                                |                  |       |
| Статус | Назва                         | Оригінал                       | Населення (2010) |       |
| Місто | Лінься                        | 临夏市                         | 230 000          |       |
| Повіт | Лінься                        | 临夏县                         | 390 000          |       |
| Повіт | Канле                         | 康乐县                         | 270 000          |       |
| Повіт | Юнцзін                        | 永靖县                         | 200 000          |       |
| Повіт | Гуанхе                        | 广河县                         | 240 000          |       |
| Повіт | Хечжен                        | 和政县                         | 200 000          |       |
| Автономний повіт | Дунсян                        | 东乡族自治县                   |                  |       |
| Автономний повіт | Цзішишань-Баоань-Дунсян-Салар | 积石山保安族东乡族撒拉族自治县 |                  |       |